# Hans Weidinger
Hans Weidinger (* 4. April 1929 in Nürnberg; † 6. Juni 2016 in Regensburg) war ein deutscher Frauenarzt und Geburtshelfer.

## Leben
Weidinger studierte an der Julius-Maximilians-Universität Würzburg Medizin. 1950 wurde er im Corps Rhenania Würzburg recipiert. In drei Semestern zeichnete er sich als Senior aus. Als Inaktiver wechselte er an die Friedrich-Alexander-Universität Erlangen. 1952 wurde er in Erlangen zum Dr. med. promoviert. Die Ausbildung in Gynäkologie und Geburtshilfe durchlief er im Universitätsklinikum Würzburg. Er ging nach Heidelberg und war in Japan. Im Wintersemester 1964/65 hielt er eine Gastdozentur an der II. Universitäts-Frauenklinik in Budapest. Nach der Habilitation war er ab 1967 an der Frauenklinik im Universitätsklinikum Mannheim. 1976 kam er als Chefarzt der Frauenklinik nach Bayreuth. Die Städtischen Krankenanstalten Bayreuth wählten ihn später zum Ärztlichen Direktor. Nach der Pensionierung im Mai 1994 war er noch 10 Jahre als Arzt der Bayreuther Festspiele tätig. Er liebte die Zauberei und gehörte zu den Gründern des Magischen Zirkels in Bayreuth. Beigesetzt ist er im Familiengrab auf dem Johannisfriedhof (Nürnberg).

## Ehrungen
- Semmelweis-Medaille der Semmelweis-Universität Budapest
- Ehrendoktor der Semmelweis-Universität (1992)
- Bundesverdienstkreuz am Bande (2001)
- Ehrenmitglied der Bayerischen Gesellschaft für Geburtshilfe und Frauenheilkunde